# Institutsgebäude Deutschhausstraße 3

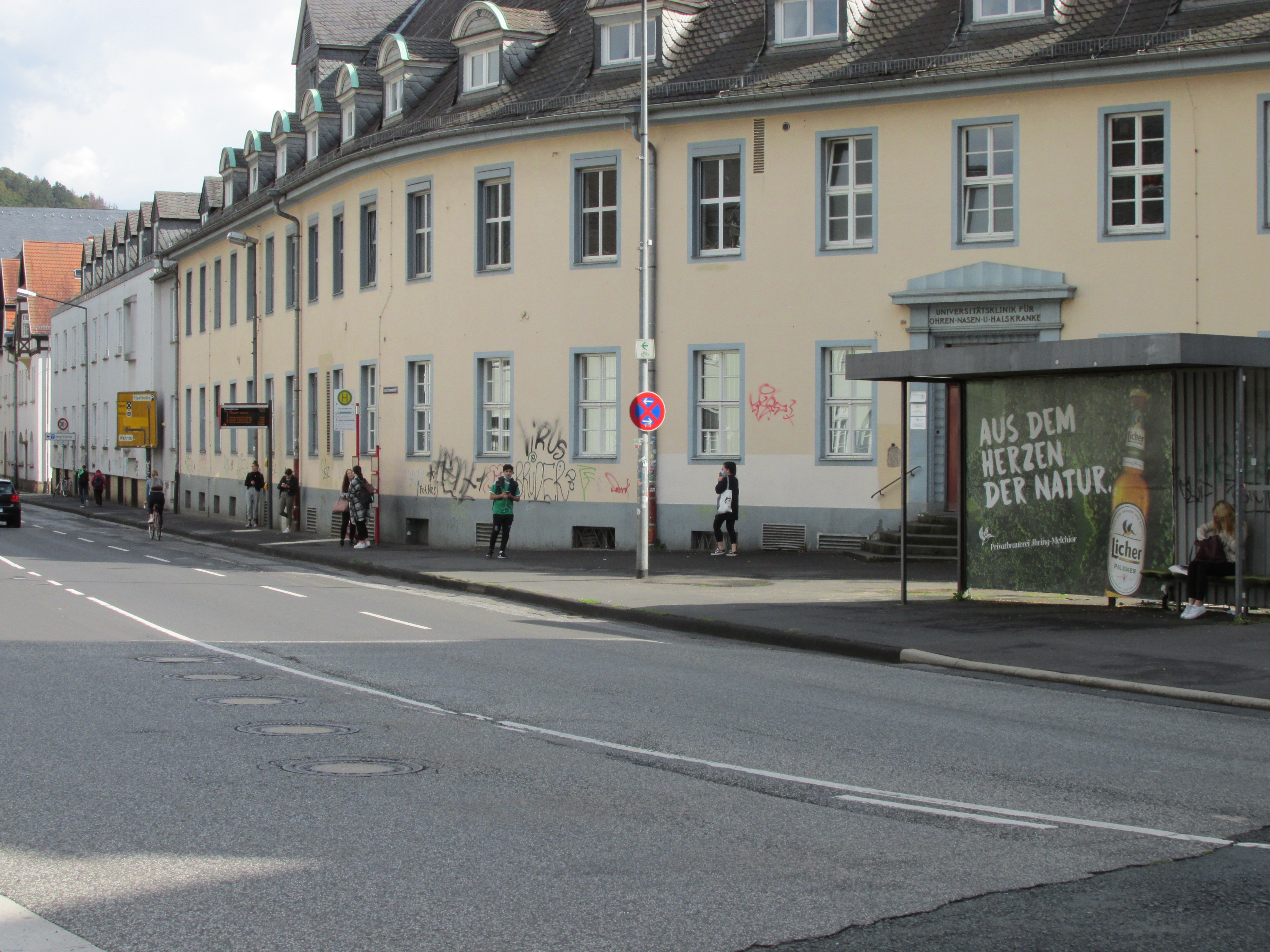
Das Gebäude

Das Institutsgebäude Deutschhausstraße 3 in Marburg beherbergt Teile des Fachbereichs Germanistik und Kunstwissenschaften der Philipps-Universität Marburg. Das Gebäude wurde ursprünglich als Hals-Nasen-Ohren-Klinik errichtet und zwischen 1925 und 1927 von Martin Spielberg erbaut. Es zählt zu den wichtigen Universitätsbauten des frühen 20. Jahrhunderts in Marburg.

## Geschichte und Nutzung
1890 wurde an der Philipps-Universität die erste Professur für Ohren-, Nasen- und Kehlkopfkrankheiten eingerichtet, die jedoch erst 1922 fest etatisiert wurde. Für den notwendigen Klinikbau schenkte die preußische Regierung der Universität anlässlich ihres 400-jährigen Bestehens 1927 das Gebäude. Die Klinik wurde von Herbst 1925 bis Juli 1927 von Martin Spielberg auf einer bis dahin bestehenden Baulücke errichtet.
Ursprünglich war an der Ostseite eine eingeschossige Infektionsabteilung angeschlossen, verbunden durch einen Verbindungsgang zum Hauptgebäude. Aufgrund steigender Patientenzahlen wurde die Klinik zwischen 1960 und 1965 erweitert. Die ursprüngliche Isolierstation wurde durch ein neues Bettenhaus ersetzt, der Altbau wurde umfassend saniert und umgebaut.
Nach der Verlagerung der HNO-Klinik auf die Lahnberge wurden die Räume für geisteswissenschaftliche Institute hergerichtet und bilden heute einen wichtigen Baustein des Campus Firmanei.

## Architektur

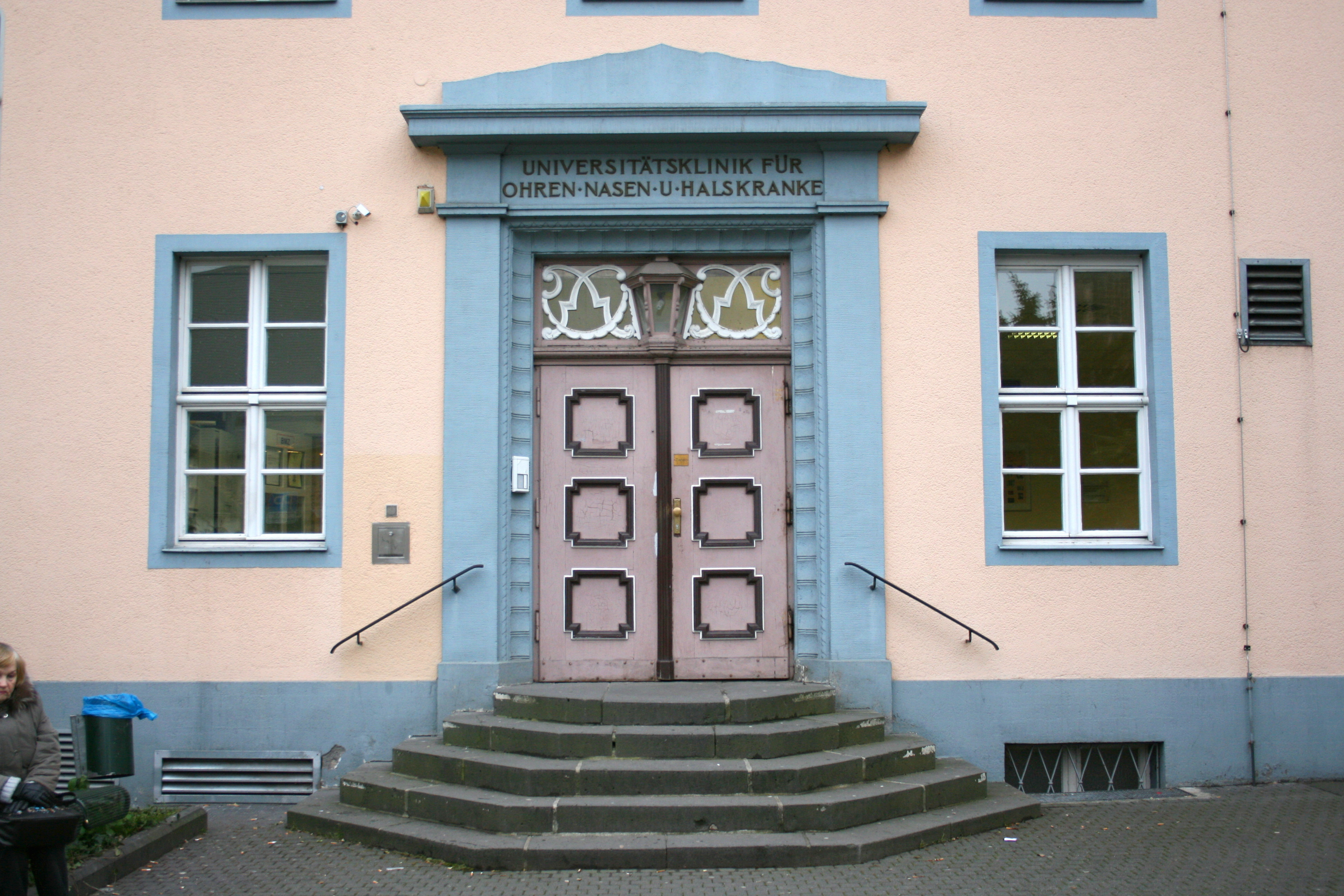
Das Eingangsportal

Der langgestreckte Baukörper ist nach vorne zweigeschossig und nach hinten mit einem ebenerdig zugänglichen Souterrain versehen. Er wurde als verputzter Mauerwerksbau mit steilem Schieferdach errichtet. Die Vorderfront folgt der leichten Krümmung der Deutschhausstraße und bildet am Haupteingang die südliche Begrenzung des Firmaneiplatzes.
Das Portal zum Firmaneiplatz setzt einen dezenten, aber sorgfältig gestalteten Akzent in der ansonsten zurückhaltenden Fassade. Spielberg integrierte städtebauliche Überlegungen: Mit Torbögen verband er das Gebäude mit der benachbarten Physiologie und schuf so Durchgänge, die heute unter anderem als Zugang zur Universitätsbibliothek dienen. Die Ecken des Firmaneiplatzes korrespondieren zudem mit dem gegenüberliegenden Bogen der Kinderklinik.
Die Architektur folgt einem zurückhaltenden, sachlichen Stil, der sich von den streng rechtwinkligen Grundrissen des Historismus absetzt und die freien organischen Formen der Moderne andeutet. Das Gebäude steht unter Denkmalschutz.